# Revolution Radio (canción)
«Revolution Radio» —en español: «Radio Revolución»— es una canción de la banda de punk rock norteamericana Green Day lanzada el día 16 de mayo de 2017, como el tercer sencillo del disco homónimo. El video musical de la canción fue lanzado el día 12 de junio de 2017.

## Video musical
El video musical fue grabado en 924 Gilman Street de Berkeley, California, lugar donde el grupo tocaba en sus inicios cuando aún se llamaban Sweet Children. En el video se alternan imágenes de la banda tocando la canción con escenas y fotografías antiguas de cuando el grupo estaba en sus inicios.

## Lista de canciones
| Descarga digital |                    |          |  |
| N.º              | Título             | Duración |  |
| 1.               | «Revolution Radio» | 3:44     |  |

## Posicionamiento en listas
| Listas (2016-17)        | Posición más alta |
| ----------------------- | ----------------- |
| Canadá Rock (Billboard) | 11                |
| Escocia                 | 71                |
| UK Rock                 | 6                 |
| US Hot Rock Songs       | 22                |
| US Alternative Songs    | 25                |
| US Mainstream Rock      | 9                 |
| US Rock Airplay         | 23                |
| Rádio-Top 100           | 21                |